# Ansor Kiknadse

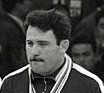
Ansor Kiknadse

Ansor Kiknadse (* 26. März 1934 in Badiauri, Georgische SSR; † 17. November 1977 in Tiflis) war ein sowjetischer Judoka, der in den 1960er Jahren im Schwergewicht und der Allkategorie antrat. Er gewann eine olympische Bronzemedaille und vier Europameistertitel.
Der 1,82 m große Athlet von Dynamo Tiflis gewann 1962 seinen ersten Europameistertitel in der Allkategorie, 1964 folgte der zweite Titel. In diesem Jahr war Judo bei den Olympischen Spielen in Tokio erstmals Bestandteil des olympischen Programms. Bei den olympischen Wettbewerben traten 15 Teilnehmer aus 13 Ländern im Schwergewicht an. Kiknadse gewann seine beiden Vorrundenkämpfe gegen Joop Gouweleeuw und Herbert Niemann, unterlag dann aber im Halbfinale dem Japaner Isao Inokuma und erhielt die Bronzemedaille. 
1965 besiegte Kiknadse im Finale der Europameisterschaften in der Allkategorie den Niederländer Willem Ruska, 1966 gewann er gegen den Deutschen Alfred Meier. 1967 erreichte er zum fünften Mal das Finale in der Allkategorie, unterlag aber gegen den Niederländer Anton Geesink. Bei den Europameisterschaften 1968 trat Kiknadse im Schwergewicht an und verlor gegen den Deutschen Klaus Glahn. 
Kiknadse gewann bei den Judo-Weltmeisterschaften 1965 Bronze in der Allkategorie, 1967 folgte Bronze im Schwergewicht. Kiknadse war auch Mitglied der sowjetischen Mannschaften, die von 1963 bis 1966 den Mannschaftseuropameistertitel gewannen, 1962 und 1967 erhielt er Mannschaftsbronze.
Sowjetische Judomeisterschaften gab es erst ab 1973. Ansor Kiknadse war aber von 1961 bis 1965 sowjetischer Schwergewichtsmeister im Sambo, einer russischen Kampfsportart mit Anleihen beim Judo. Nach seiner Karriere war Kiknadse Judo- und Sambotrainer. Im Alter von 43 Jahren starb er bei einem Verkehrsunfall.